# 690 pr. n. št.
690 pr. n. št. je bilo leto predjulijanskega rimskega koledarja.

Oznaka 690 pr. Kr. oz. 690 AC (Ante Christum, »pred Kristusom«), zdaj posodobljeno v 690 pr. n. št., se uporablja od srednjega veka, ko se je uveljavilo številčenje po sistemu Anno Domini.

## Smrti
- Šabaka, faraon Egipta in kralj Nubije (* ni znano)